# Motorisches Zoomobjektiv

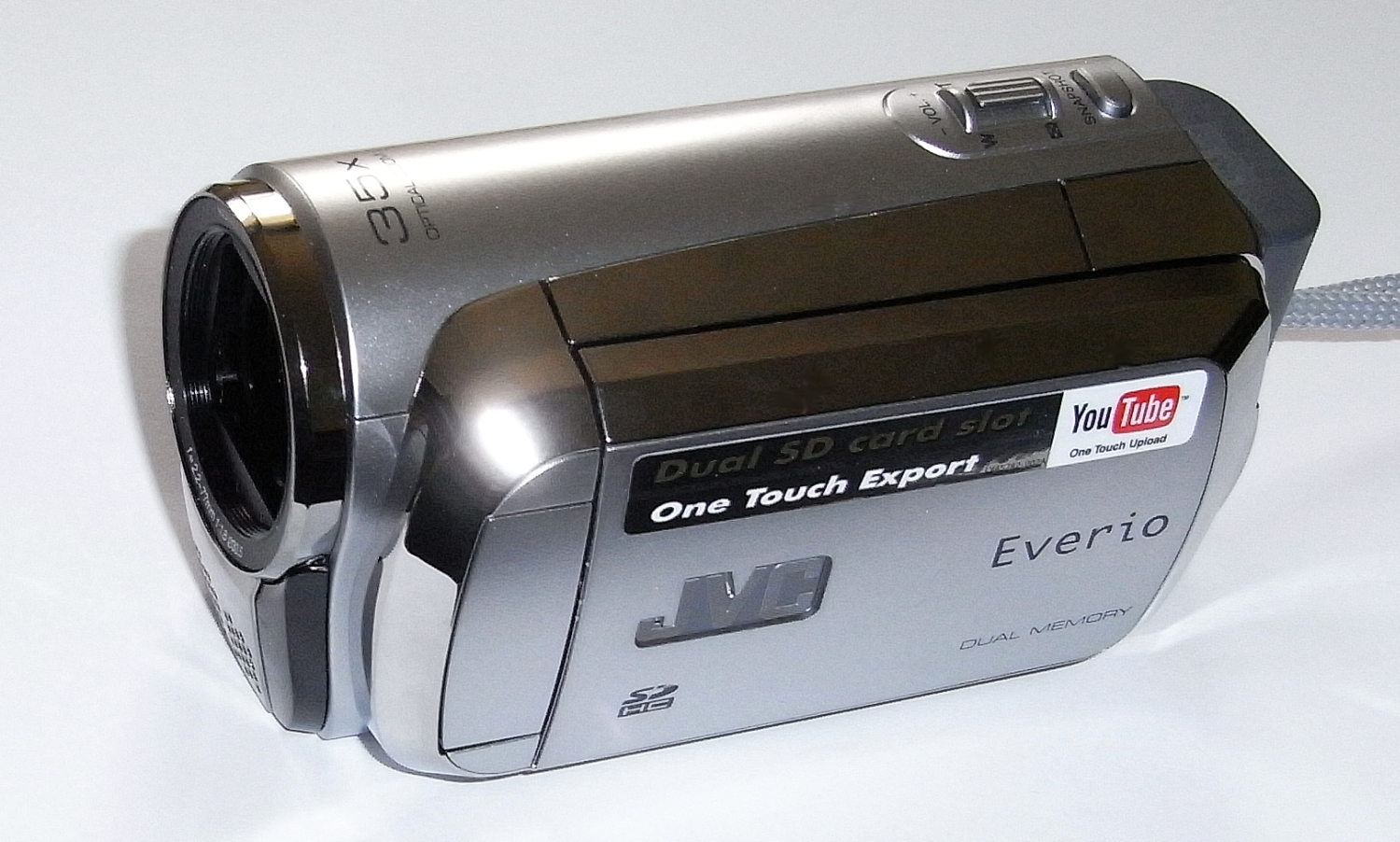
Camcorder. Die Wippe auf der Kamera steuert den Motorischen Zoom

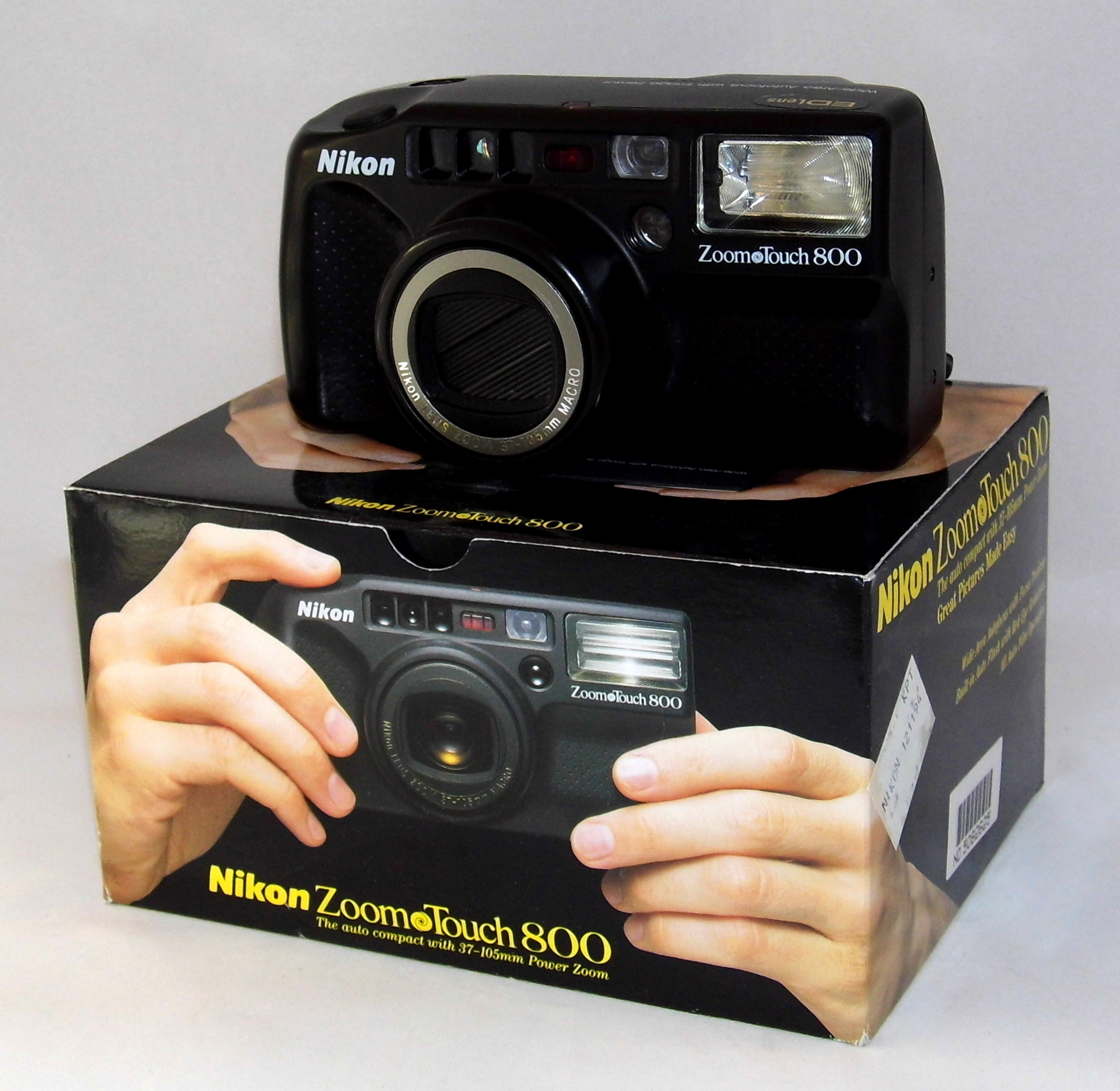
Kompaktkamera mit Nikon Powerzoom

Ein motorisches Zoomobjektiv (engl.: zoom-by-wire; auch Autozoom, Power-Zoom oder Motorischer Zoom) ist ein Zoomobjektiv mit elektromechanischer Brennweitenverstellung. Die Verschiebung der Linsengruppen zur Brennweitenverstellung erfolgt nicht direkt mechanisch, sondern wird mit Tastern oder inkrementellen Gebern, gelegentlich auch über Wischgesten auf berührungsempfindlichen Displays erfasst und durch Servomotoren eingestellt. Motorische Zoomobjektive haben in der Regel auch eine ausschließlich elektromechanische Fokus-Einstellung (auch: focus-by-wire genannt).
Motorische Zoomobjektive findet man vorwiegend bei sehr kompakten Kameras, bei denen das filigrane, in Ruhestellung versenkbare Objektiv keinen mechanischen Zoomring zulässt, aber auch bei sehr großen und schweren Objektiven. Außerdem sind Zoomobjektive für Video-Kameras meist motorische Zoomobjektive. Über spezielle Adaptermechaniken können auch manche Objektive in Standardbauweise für Videozwecke als Motorzoom eingesetzt werden.
Minolta führte motorische Zoomobjektive erstmals bei den xi-Wechselobjektiven ein. In Verbindung mit Kameraprogrammen war so auch eine automatische, motivgerechte Brennweitenvorwahl durch die Kamera möglich. Für Pentax-Kameras waren in den 1990er Jahren hybride motorische Zooms erhältlich, die weiterhin eine direkte mechanische Einstellung zuließen.
Motorische Zoomobjektive kommen zum Einsatz, wenn sie ihre Vorteile gegenüber mechanischen Zoom ausspielen können oder wenn das Design des Objektivs kein mechanisches Zoom zulässt.
Motorische Zoomobjektive sind zum Beispiel in den folgenden Fällen vorteilhaft:
- schwere Objektive, die als mechanische Objektive einen zu großen Kraftaufwand erfordern würden,
- komplexe Objektive, die vergleichsweise filigran sind und einer direkten mechanischen Bedienung nicht standhalten würden,
- komplexe Objektive mit vielen beweglichen Linsengruppen, die nur durch Servo-Motoren an der Linsengruppe zu bewegen sind,
- fernsteuerbare Objektive (etwa Überwachungskameras),
- weiche Zoomfahrten oder programmierbare Zoomfahrten bei (professionellen) Videokameras,
- komplexe Objektive, die genaue Kalibrierungen erfordern.